# Моя Зои
«Моя Зои» (англ. My Zoe) — художественный фильм режиссёра Жюли Дельпи. В ролях Жюли Дельпи, Ричард Армитидж, Даниэль Брюль, Джемма Артертон и София Элли.
Мировая премьера фильма состоялась на Международном кинофестивале в Торонто 7 сентября 2019 года.

## Сюжет
Изабель, генетик, ради дочери вынуждена общаться со своим бывшим мужем (Ричард Армитедж). Зои значит всё для матери, и поэтому, когда она без видимых причин впадает в кому, Изабель использует все свои знания и опыт, чтобы взять под личный контроль лечение дочери. Поскольку любовь матери не знает границ, Изабель переступает через этические установки учёного и отправляется в Россию в поисках помощи всемирно известного врача (Даниэль Брюль), исследующего клонирование человека. По мнению Изабель, только он способен вернуть её маленькую девочку.

## В ролях
- Жюли Дельпи — Изабель Перро-Льюис
- Джемма Артертон — Лора Фишер
- Даниэль Брюль — Томас Фишер
- Ричард Армитидж — Джеймс Льюис
- София Элли — Зои Перро-Льюис
- Салех Бакри — Акил Бесер
- Линдси Дункан — Кэти

## Производство
Жюли Дельпи задумала снять этот фильм ещё за 20 лет до официального анонса в декабре 2016 года. Она должна была написать сценарий, поставить фильм и сыграть главную роль вместе с Джеммой Артертон, Даниэлем Брюлем и Лиором Ашкенази . Ричард Армитидж и София Элли присоединились к фильму в феврале 2017 года.

## Релиз
Мировая премьера фильма состоялась 7 сентября 2019 года на Международном кинофестивале в Торонто в рамках программы Platform Prize.
Фильм должен был быть показан на кинофестивале Tribeca в апреле 2020 года, однако фестиваль был отменён из -за пандемии COVID-19. Он был выпущен в США 26 февраля 2021 года компанией Blue Fox Entertainment.

## Прием критиков
На сайте Rotten Tomatoes фильм имеет рейтинг одобрения 70 % на основе 20 рецензий со средней оценкой 5,60 / 10. На Metacritic фильм имеет средневзвешенную оценку 61 из 100, основанную на 7 обзорах, что указывает на «в целом положительные отзывы».